# کالج دالیتچ
کالج دالیتچ (انگلیسی: Dulwich College) یک مدرسه پسرانه در ناحیه دالیتچ در لندن است.
این کالج در سال ۱۶۱۹ میلادی توسط ادوارد الین بازیگر انگلستانی تأسیس شده و هم‌اکنون دارای ۱۵۰۰ دانش آموز می‌باشد.

## نگارخانه

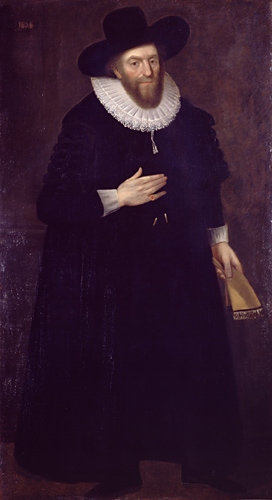
ادوارد الین
۱۸۶۹
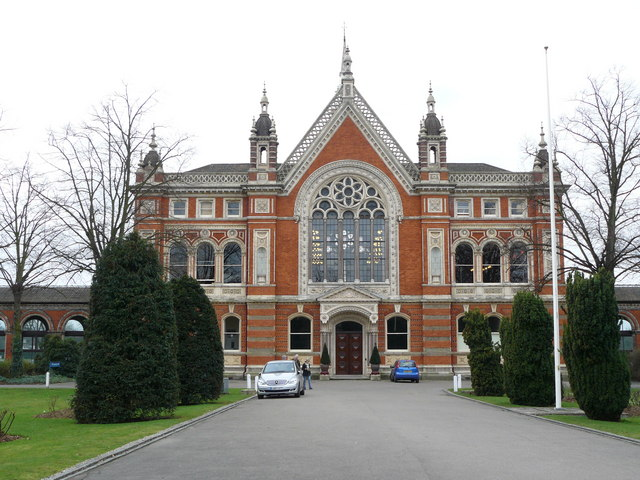
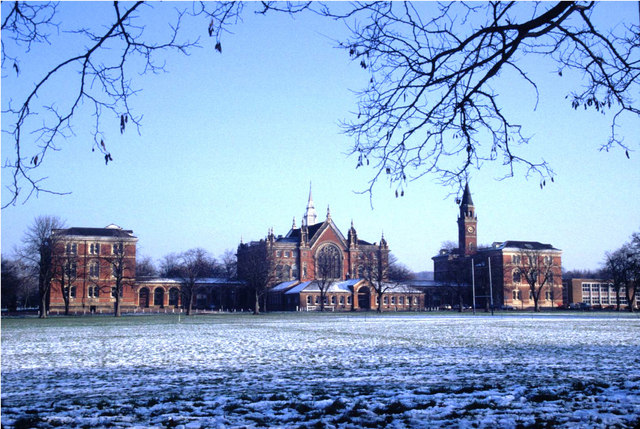